# Chuyến bay 855 của Air India
Chuyến bay 855 của Air India (AI855/AIC855) là chuyến bay chở khách theo lịch trình đã bị rơi trong buổi tối ngày đầu năm mới 1978 khoảng 3 km (1,9 dặm; 1,6 nmi) ngoài khơi bờ biển Bandra, Bombay (nay là Mumbai). Tất cả 213 hành khách và phi hành đoàn trên máy bay đã thiệt mạng. Vụ tai nạn được cho là do cơ trưởng đã mất phương hướng không gian sau sự thất bại của một trong những dụng cụ bay trong buồng lái. Đó là vụ tai nạn máy bay thảm khốc nhất trong lịch sử Air India cho đến khi đánh bom chuyến bay 182 vào năm 1985. Đây cũng là vụ tai nạn hàng không tồi tệ nhất ở Ấn Độ cho đến khi xảy ra vụ va chạm giữa không trung Charkhi Dadri vào năm 1996. Tính đến năm 2019, chuyến bay 855 vẫn là vụ tai nạn máy bay tồi tệ thứ hai ở Ấn Độ.

## Máy bay và phi hành đoàn
Chiếc Boeing 747-237B, đăng ký VT-EBD, được đặt tên Emperor Ashoka. Đó là chiếc 747 đầu tiên được giao cho Air India vào ngày 8 tháng 3 năm 1971.
Phi công bao gồm những người:
- Cơ trưởng là ông Madan Lal Kukar, 51 tuổi. Ông đã làm cho Air India vào năm 1956, và có kinh nghiệm hơn 18.000 giờ bay.
- Cơ phó là ông Indu Virmani, 42 tuổi, một cựu Không quân chỉ huy người tham gia Air India vào năm 1976. Ông đã có 4.000 giờ bay.
- Kỹ sư chuyến bay là Alfredo Faria, 53 tuổi, người làm cho Air India vào năm 1955 và đã có 11.000 giờ bay, làm cho ông trở thành một kỹ sư máy bay cao cấp nhất của Air India tại thời điểm xảy ra tai nạn.

## Tai nạn
Máy bay khởi hành từ sân bay Santa Cruz của Bombay (sau là sân bay Sahar, nay gọi là sân bay quốc tế Chhatrapati Shivaji Maharaj). Điểm đến là sân bay quốc tế Dubai ở Dubai.
Khoảng 1 phút sau khi cất cánh từ đường băng 27, cơ trưởng Kukar đã rẽ phải theo lịch trình khi băng qua bờ biển Bombay trên Biển Ả Rập, sau đó máy bay nhanh chóng trở lại vị trí bình thường. Chẳng mấy chốc, nó bắt đầu bay sang trái, và không bao giờ lấy lại được bình thường.
Các máy ghi âm giọng nói buồng lái thu hồi từ đống đổ nát tiết lộ rằng cơ trưởng Kukar là người đầu tiên nhận thấy một vấn đề, khi ông nói: "Có gì xảy ra ở đây, dụng cụ của tôi..." Cơ trưởng đã giải thích rằng mình chỉ Attitude (AI) đã "lật đổ", có nghĩa là nó vẫn đang hiển thị máy bay ở một chỗ phải. Cơ phó Virmani, người có lẽ là AI có chức năng hiện đang hiển thị một chỗ bên trái (và không nhận thấy mối quan tâm của cơ trưởng), nói, "Của tôi cũng đã bị lật đổ, trông vẫn ổn." Điều này chỉ ra rằng AI của cơ phó cũng bị lật đổ, nhưng có một số niềm tin rằng cơ trưởng đã nhầm lẫn điều này có nghĩa là cả hai AI chính đều chỉ ra một chỗ phải. Đó là sau khi mặt trời lặn và máy bay đang bay trên một biển Ả Rập tối tăm, khiến những chiếc máy bay không thể kiểm tra trực quan các thiết bị AI của họ với đường chân trời thực sự bên ngoài cửa sổ buồng lái.
Chiếc 747 có AI dự phòng thứ ba trong bảng điều khiển trung tâm giữa hai phi công và bảng điểm của cuộc trò chuyện trong buồng lái cho thấy kỹ sư máy bay Faria nói với cơ trưởng, "Đừng đi theo chỗ đó, đừng đi theo chỗ đó... "cố gắng hướng sự chú ý của mình về AI thứ ba đó, hoặc có lẽ đến một công cụ khác gọi là đèn báo rẽ và chỉ báo ngân hàng, chỉ 5 giây trước khi máy bay chạm biển.
Nhận thức sai lầm của cơ trưởng về thái độ của máy bay dẫn đến việc ông sử dụng hệ thống điều khiển máy bay để thêm bờ trái và bánh lái bên trái, khiến chiếc 747 lăn xa hơn về phía trái vào bờ 108 độ và nhanh chóng mất độ cao. Chỉ 101 giây sau khi rời đường băng, chiếc 747 xấu số đã lao xuống biển Ả Rập ở góc mũi 35 độ ước tính. Không có ai sống sót trong số 190 hành khách và 23 thành viên phi hành đoàn.

## Nguyên nhân
Các mảnh vỡ được phục hồi một phần cho thấy không có bằng chứng về vụ nổ, hỏa hoạn, hoặc bất kỳ sự cố điện hoặc cơ khí; và một lý thuyết ban đầu về phá hoại đã bị loại trừ. Cuộc điều tra kết luận rằng nguyên nhân có thể xảy ra là "do các đầu vào điều khiển phi lý của cơ trưởng sau khi hoàn toàn không nhận thức được thái độ vì AI của ông đã gặp trục trặc. Phi hành đoàn đã không giành được quyền kiểm soát dựa trên các công cụ bay khác."
Thẩm phán quận liên bang Hoa Kỳ James M. Fitzgerald, trong một quyết định dài 139 trang ban hành ngày 1 tháng 11 năm 1985, đã bác bỏ cáo buộc sơ suất đối với Công ty Boeing, Lear Siegler Inc, nhà sản xuất chỉ số giám đốc thái độ và bộ phận Collins Radio của Rockwell International, trong đó sản xuất hệ thống dự phòng trong một bộ đồ liên quan đến vụ tai nạn. Steven C. Marshall, luật sư của Boeing khẳng định rằng vụ tai nạn xảy ra là do cơ trưởng Madan Kukar, người mà ông nói là "bay bất hợp pháp dưới ảnh hưởng của thuốc trị tiểu đường, một tình trạng do uống rượu và ăn kiêng trong 24 giờ trước, khi uống rượu trong khi bay, mà không phải do trục trặc thiết bị. Vụ kiện bị bác bỏ vào năm 1986.